# حمام كوشك (قاضي)
حمام كوشك (بالفارسية: حمام کوشک) هو حمام تاريخي يعود إلى القاجاريون، ويقع في مقاطعة فسا.